# Wiedemannia lamellata
Wiedemannia lamellata är en tvåvingeart som först beskrevs av Friedrich Hermann Loew 1869.  Wiedemannia lamellata ingår i släktet Wiedemannia och familjen dansflugor. Inga underarter finns listade i Catalogue of Life.